# Hulletia griffithiana
Hulletia griffithiana är en mullbärsväxtart som först beskrevs av Wilhelm Sulpiz Kurz, och fick sitt nu gällande namn av George King. Hulletia griffithiana ingår i släktet Hulletia och familjen mullbärsväxter. Inga underarter finns listade i Catalogue of Life.